# Josef Naas
Josef Naas (* 16. Oktober 1906 in Köln; † 3. Januar 1993 in Berlin) war ein deutscher Mathematiker. Er war Direktor und Professor an der Deutschen Akademie der Wissenschaften in Ost-Berlin.

## Leben

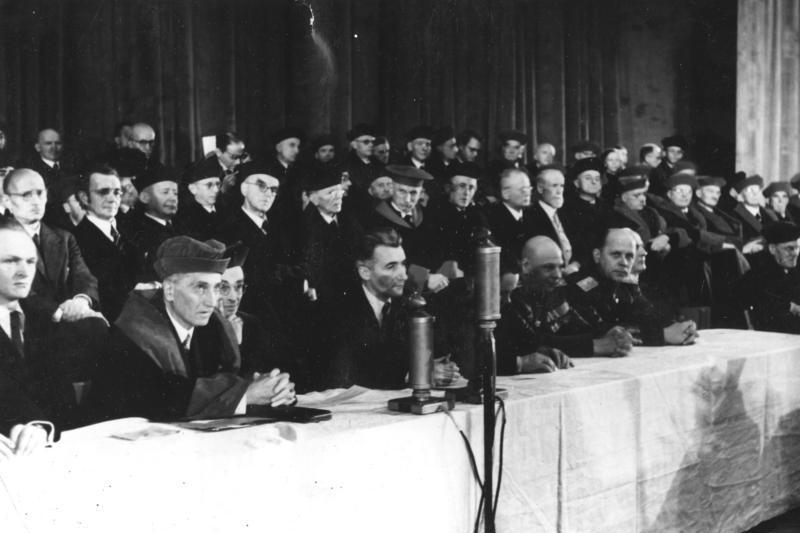
Josef Naas bei der Eröffnung der Berliner Universität am 29. Januar 1946. Von links: Naas als Vertreter der DVV, Theodor Brugsch, Professor und Abteilungschef für Hochschulwesen der DVV, Paul Wandel als Präsident der DVV am Mikrofon, rechts Tjulpanov und Solotuchin als Vertreter der SMAD. Brugsch vollzog die Investitur des neuen Rektors Johannes Stroux.

Josef Naas wurde in Köln geboren und wuchs dort auf. Von 1928 bis 1933 studierte er in Köln, Berlin und Hamburg Mathematik mit den Nebenfächern Physik und Philosophie. 1935 promovierte er mit dem Thema Über die Seitenkrümmung. Beitrag zur Theorie der Flächenverbiegung.
Danach arbeitete er zwei Jahre lang in der Forschung bei Professor Wilhelm Blaschke in Hamburg und wurde dann bei der deutschen Versuchsanstalt für Luftfahrt angestellt. 1932 trat er der KPD bei. Zu Beginn des Zweiten Weltkriegs bekam er die Aufgabe zugewiesen, Trajektorien ballistischer Geschosse für Eisenbahngeschütze zu berechnen. Da er bewusst unbrauchbare Ergebnisse ablieferte, wurde er wegen Sabotage vor dem Volksgerichtshof angeklagt, jedoch aus Mangel an Beweisen seiner Gegnerschaft zum Regime ohne abgeschlossenen Prozess als politischer Häftling in das Konzentrationslager Mauthausen eingeliefert.
Nach dem Zweiten Weltkrieg arbeitete Naas 1945 zunächst in Berlin als Leiter des Ausschusses für Wissenschaftleitung des Magistrats und wurde Leiter der Kulturabteilung des ZK der SED. Besonders war er am Wiederaufbau und der Neugestaltung der Akademie in Berlin beteiligt. Im Herbst 1946 wurde er als Nachfolger von Helmuth Scheel Direktor der Deutschen Akademie der Wissenschaften zu Berlin und blieb es bis 1953. Nach seiner Ernennung im Mai 1953 zum Professor an der Akademie leitete er bis 1959 das dortige Institut für Reine Mathematik. Von 1959 bis 1971 war er dessen Direktor und Leiter der Forschungsgruppe Differentialgeometrie.
Josef Naas war zeitweise (ab 1953) Mitherausgeber der Zeitschrift Wissenschaftliche Annalen, die von der Berliner Akademie zur Verbreitung neuer Forschungsergebnisse herausgegeben wurde. Er war insbesondere auch Mitbegründer und langjähriger Schriftleiter der Zeitschrift Mathematische Nachrichten, für die er von 1946 bis 1986 tätig war.
1986 wurde er mit der Ehrenspange zum Vaterländischen Verdienstorden in Gold ausgezeichnet.

## Schriften (Auswahl)
- Über die Seitenkrümmung. Beitrag zur Theorie der Flächenverbiegung, Math. Ann. 113 (1937) 48–82.
- Die Intelligenz und der Wiederaufbau Deutschlands, Freier Deutscher Gewerkschaftsbund, 1946.
- Josef Naas: Bericht über die Arbeit der Akademie seit 1. August 1946. In: Deutsche Akademie der Wissenschaften zu Berlin: Jahrbuch der Deutschen Akademie der Wissenschaften zu Berlin 1946-1949. Akademie Verlag, Berlin 1950.
- Beiträge zur komplexen Analysis und deren Anwendungen in der Differentialgeometrie, Akademie-Verlag, Berlin 1974.
- Josef Naas, Hermann Ludwig Schmid: Mathematisches Wörterbuch: mit Einbeziehung der theoretischen Physik, 2 Bände, Akademie-Verlag, Berlin 1961, 3. Auflage 1979, 1984.
- Josef Naas, Wolfgang Tutschke: Große Sätze und schöne Beweise der Mathematik, (3. Auflage) Wissenschaftlicher Verlag Harri Deutsch, Frankfurt am Main ISBN 978-3-8171-1822-9.